# German Masters 2022
Il German Masters 2022 è stato il dodicesimo evento professionistico della stagione 2021-2022 di snooker, il nono valido per il Ranking, e la 13ª edizione di questo torneo, che si è disputato dal 26 al 30 gennaio 2022, presso il Tempodrom di Berlino, in Germania.
È stato il quinto evento stagionale della BetVictor European Series 2021-2022.
Il torneo è stato vinto da Zhao Xintong, il quale ha battuto in finale Yan Bingtao per 9-0. Il cinese si è aggiudicato così il suo primo German Masters, il suo secondo titolo Ranking, eguagliando a questa quota Cliff Thorburn, Tony Knowles, Dennis Taylor, Doug Mountjoy, Alan McManus, Dominic Dale, Graeme Dott, Michael White, Anthony McGill e Luca Brecel, e il suo primo evento BetVictor European Series.
Zhao ha disputato la sua seconda finale in un torneo professionistico e in stagione, dopo il successo allo UK Championship ai danni di Luca Brecel. L'ultimo giocatore a riuscire a vincere più di un titolo Ranking nella stessa stagione in cui era riuscito a conquistare il primo della carriera era stato Ryan Day nel 2017-2018 (Riga Masters e Gibraltar Open).
Yan ha disputato la sua quinta finale in un torneo professionistico (la prima dal Masters 2021, vinta contro John Higgins) e la quarta in quelli validi per la classifica mondiale (la prima dal Players Championship 2020, persa contro Judd Trump).
Zhao e Yan non si sfidavano in uno scontro diretto dagli ottavi di finale del Northern Ireland Open 2020, in cui a trionfare era stato il cinese di Zibo per 4-3. L'ultimo successo del cinese di Xi'an risaliva, invece, ai sedicesimi di finale dell'edizione di febbraio 2020 del World Grand Prix. Si tratta, inoltre, della prima finale giocata tra i due, la prima interamente cinese da quella dello Shanghai Masters 2013, vinta da Ding Junhui su Xiao Guodong. L'ultimo cappotto in una finale di un torneo professionistico risaliva al Gibraltar Open 2021 (Judd Trump 4-0 Jack Lisowski), mentre l'ultimo 9-0 era stato messo a referto per l'ultima volta in occasione dell'edizione di gennaio 2020 dello European Masters (Neil Robertson su Zhou Yuelong).
Il campione in carica era Judd Trump, il quale è stato eliminato ai quarti di finale da Zhao Xintong.
Durante il corso del torneo sono stati realizzati 29 century breaks, quattro in più della precedente edizione, mentre durante le qualificazioni ne sono stati realizzati 74, sedici in più della precedente edizione.
Il 22 ottobre 2021 Thepchaiya Un-Nooh ha realizzato il suo terzo 147 in carriera, il primo dall'English Open 2018, eguagliando a questa quota James Wattana, Jamie Cope, Stephen Maguire, Liang Wenbó, Mark Selby, Barry Hawkins, Kyren Wilson, Gary Wilson ed Ali Carter, il 171° della storia dello snooker professionistico, il quinto di questa stagione, il settimo del 2021 anno solare e il decimo della storia di questo torneo (l'ultimo era stato realizzato da Shaun Murphy nelle qualificazioni per l'edizione 2021), durante il match perso per 3-5 contro Fan Zhengyi, nel primo turno di qualificazione. L'ultimo giocatore thailandese a mettere a segno un maximum break era stato Noppon Saengkham al Welsh Open 2019.

## Montepremi
- Vincitore: £80000
- Finalista: £35000
- Semifinalisti: £20000
- Quarti di finale: £10000
- Ottavi di finale: £5000
- Sedicesimi di finale: £4000
- Trentaduesimi di finale: £3000
- Miglior break: £5000
- Totale: £400000

## Panoramica

### Sviluppi futuri
Il 26 gennaio 2022 viene comunicato il tabellone delle qualificazioni per il Turkish Masters, da disputarsi dal 2 al 6 febbraio 2022 alla Morningside Arena di Leicester, in Inghilterra.

### Aspetti tecnici
Dopo aver disputato l'edizione 2021 alla Marshall Arena di Milton Keynes, in Inghilterra, in quanto unica bolla in grado di ospitare tutto lo staff necessario per i tornei, compresi i giocatori, il torneo si svolge al Tempodrom di Berlino, in Germania, sede abituale dell'evento dal 2011 al 2020, struttura che viene aperta al pubblico.
A seguito del posticipo del Turkish Masters al marzo 2022, il German Masters diventa il primo torneo a disputarsi fuori dal Regno Unito dal Gibraltar Open 2020.

### Aspetti sportivi
Così come accaduto nel 2013 e consecutivamente dal 2015, il German Masters vede disputarsi due turni di qualificazione, che si svolgono dal 18 al 26 ottobre 2021, presso il Chase Leisure Centre di Cannock, in Inghilterra, per la prima volta nella sua storia.
L'evento è valevole per la classifica mondiale per la dodicesima edizione consecutiva.
Viene confermato per intero il montepremi delle precedenti due edizioni.
Il 28 giugno 2021 l'azienda di scommesse sportive BetVictor comunica di essersi accordata con il World Snooker Tour per sponsorizzare tutti i quattro eventi Home Nations Series, accorpando questa serie di tornei alla BetVictor European Series per la stagione 2021-2022. Tuttavia, questo torneo ha una sponsorizzazione diretta dalla BildBet per la seconda edizione consecutiva, con la quale la BetVictor ha stretto un accordo nel dicembre 2020.
Il vincitore del torneo ha il diritto di partecipare al Champion of Champions 2022.
È assente al torneo Marco Fu, il quale viene sostituito dal dilettante Ross Muir. Ricevono un invito anche Sanderson Lam, Michael Georgiou, Si Jiahui, Soheil Vahedi, Michael White e David Lilley, i quali sono i prescelti per completare il quadro dei 128 giocatori presenti.
L'8 settembre 2021 dà forfait Igor Figueiredo (a causa del suo ritorno in patria, in Brasile), il quale viene sostituito dal dilettante John Astley.

## Copertura
Le seguenti emittenti e piattaforme streaming hanno trasmesso il German Masters 2022.
| Copertura              | Paese/Continente      | Fase           |
| ---------------------- | --------------------- | -------------- |
| Eurosport Player       | Regno Unito ed Europa | Qualificazioni |
| Superstar Online       | Cina                  | Qualificazioni |
| Kuaishou               | Cina                  | Qualificazioni |
| Migu                   | Cina                  | Qualificazioni |
| Youku                  | Cina                  | Qualificazioni |
| Zhibo.tv               | Cina                  | Qualificazioni |
| Huya.com               | Cina                  | Qualificazioni |
| Matchroom.live         | Resto del mondo       | Qualificazioni |
| Eurosport              | Regno Unito ed Europa | Fase finale    |
| Liaoning TV            | Cina                  | Fase finale    |
| Superstar Online       | Cina                  | Fase finale    |
| Kuaishou               | Cina                  | Fase finale    |
| Migu                   | Cina                  | Fase finale    |
| Youku                  | Cina                  | Fase finale    |
| Zhibo.tv               | Cina                  | Fase finale    |
| Huya.com               | Cina                  | Fase finale    |
| Pakistan TV Sports     | Pakistan              | Fase finale    |
| Premier Sports Network | Filippine             | Fase finale    |
| Now TV                 | Hong Kong             | Fase finale    |
| True Sport             | Thailandia            | Fase finale    |
| Sport Cast             | Taiwan                | Fase finale    |
| DAZN                   | Canada                | Fase finale    |
| Astrosport             | Malaysia              | Fase finale    |
| Matchroom.Live         | Resto del mondo       | Fase finale    |

## Tabellone (qualificazioni)

### Turno 1
| TS  | Giocatore 1           | Risultato | Giocatore 2       | TS  |
| --- | --------------------- | --------- | ----------------- | --- |
| 1   | Judd Trump            | 5 - 1     | Tian Pengfei      | 53  |
| 81  | Aaron Hill            | 2 - 5     | Anthony Hamilton  | 47  |
| 32  | Xiao Guodong          | 5 - 1     | Duane Jones       | 93  |
| 80  | Gao Yang              | 5 - 2     | Stephen Hendry    | 89  |
| 16  | Anthony McGill        | 5 - 2     | Louis Heathcote   | 97  |
| 91  | Hammad Miah           | 4 - 5     | Jamie O'Neill     | 115 |
| 17  | Zhou Yuelong          | 5 - 1     | Peter Devlin      | 82  |
| 87  | Zak Surety            | 5 - 2     | Mark Joyce        | 63  |
| 79  | Ashley Hugill         | 4 - 5     | Allan Taylor      | 75  |
| 24  | Tom Ford              | 5 - 4     | Joe O'Connor      | 57  |
| 76  | Lukas Kleckers        | 2 - 5     | Yuan Sijun        | 111 |
| 9   | Stephen Maguire       | 5 - 1     | Dominic Dale      | 60  |
| 66  | Pang Junxu            | 5 - 1     | Dean Young        | 116 |
| 25  | Zhao Xintong          | 5 - 3     | Stuart Carrington | 51  |
| 92  | Chang Bingyu          | 5 - 2     | Peter Lines       | 95  |
| 8   | Mark Williams         | 5 - 1     | Oliver Lines      | 69  |
| 5   | Kyren Wilson          | 5 - 1     | Xu Si             | 98  |
| 104 | Iulian Boiko          | 2 - 5     | Li Hang           | 38  |
| 28  | Gary Wilson           | 5 - 0     | Ian Burns         | 101 |
| 48  | Jimmy Robertson       | 5 - 2     | Martin O'Donnell  | 46  |
| 12  | Barry Hawkins         | 5 - 3     | Matthew Selt      | 33  |
|     | Michael Georgiou      | 5 - 0     | Scott Donaldson   | 35  |
| 21  | Joe Perry             | 3 - 5     | Zhang Jiankang    | 90  |
| 96  | Craig Steadman        | 5 - 4     | Ng On-yee         | 121 |
| 52  | Ben Woollaston        | 2 - 5     | Zhang Anda        | 119 |
| 20  | Graeme Dott           | 4 - 5     | Si Jiahui         |     |
| 85  | Jamie Wilson          | 1 - 5     | Wu Yize           | 107 |
| 13  | Stuart Bingham        | 1 - 5     | Luca Brecel       | 44  |
| 72  | Simon Lichtenberg     | 5 - 1     | Sanderson Lam     |     |
| 29  | Ricky Walden          | 5 - 2     | Jackson Page      | 110 |
| 37  | Jordan Brown          | 4 - 5     | Michael White     |     |
| 4   | Neil Robertson        | 5 - 2     | Fraser Patrick    | 114 |
| 3   | Ronnie O'Sullivan     | 0 - 5     | Hossein Vafaei    | 40  |
| 70  | Steven Hallworth      | 1 - 5     | Andrew Higginson  | 62  |
| 30  | Liang Wenbó           | 5 - 1     | Reanne Evans      | 117 |
| 77  | Fergal O'Brien        | 3 - 5     | Ben Hancorn       | 84  |
| 14  | Jack Lisowski         | 5 - 3     | Andrew Pagett     | 99  |
| 94  | Farakh Ajaib          | 0 - 5     | Liam Highfield    | 45  |
| 19  | Thepchaiya Un-Nooh    | 3 - 5     | Fan Zhengyi       | 88  |
| 78  | Rory McLeod           | 0 - 5     | Lu Ning           | 34  |
| 83  | Lee Walker            | 2 - 5     | Lyu Haotian       | 54  |
| 22  | Ali Carter            | 5 - 3     | Robert Milkins    | 41  |
| 56  | Sunny Akani           | 5 - 3     | Michael Judge     | 120 |
| 11  | Mark Allen            | 5 - 1     | Alfie Burden      | 118 |
|     | David Lilley          | 5 - 1     | Mitchell Mann     | 109 |
| 27  | Kurt Maflin           | 5 - 2     | Andy Hicks        | 106 |
| 86  | Cao Yupeng            | 5 - 2     | Robbie Williams   | 68  |
| 6   | Shaun Murphy          | 5 - 1     | Mark King         | 59  |
| 7   | John Higgins          | 2 - 5     | Noppon Saengkham  | 39  |
| 42  | Alexander Ursenbacher | 4 - 5     | Jak Jones         | 65  |
| 26  | Ryan Day              | 5 - 4     | Jimmy White       | 102 |
| 64  | Nigel Bond            | 2 - 5     | Jamie Clarke      | 67  |
| 10  | Ding Junhui           | 4 - 5     | Mark Davis        | 49  |
| 100 | Gerard Greene         | 2 - 5     | Sam Craigie       | 55  |
| 23  | Martin Gould          | 4 - 5     | Matthew Stevens   | 36  |
| 61  | Chris Wakelin         | 4 - 5     | Ken Doherty       | 73  |
| 43  | Elliot Slessor        | 2 - 5     | Zhao Jianbo       | 74  |
| 18  | David Gilbert         | 5 - 4     | David Grace       | 58  |
| 113 | Lei Peifan            | 5 - 3     | Soheil Vahedi     |     |
| 15  | Yan Bingtao           | 5 - 2     | Chen Zifan        | 105 |
| 50  | Jamie Jones           | 4 - 5     | Barry Pinches     | 103 |
| 31  | Michael Holt          | 3 - 5     | John Astley       |     |
| 108 | Sean Maddocks         | 2 - 5     | Ashley Carty      | 71  |
| 2   | Mark Selby            | 5 - 2     | Ross Muir         |     |

### Turno 2
| TS  | Giocatore 1       | Risultato | Giocatore 2      | TS  |
| --- | ----------------- | --------- | ---------------- | --- |
| 1   | Judd Trump        | 5 - 3     | Anthony Hamilton | 47  |
| 32  | Xiao Guodong      | 4 - 5     | Gao Yang         | 80  |
| 16  | Anthony McGill    | 5 - 2     | Jamie O'Neill    | 115 |
| 17  | Zhou Yuelong      | 5 - 3     | Zak Surety       | 87  |
| 75  | Allan Taylor      | 1 - 5     | Tom Ford         | 24  |
| 111 | Yuan Sijun        | 1 - 5     | Stephen Maguire  | 9   |
| 66  | Pang Junxu        | 3 - 5     | Zhao Xintong     | 25  |
| 92  | Chang Bingyu      | 1 - 5     | Mark Williams    | 8   |
| 5   | Kyren Wilson      | 5 - 4     | Li Hang          | 38  |
| 28  | Gary Wilson       | 2 - 5     | Jimmy Robertson  | 48  |
| 12  | Barry Hawkins     | 3 - 5     | Michael Georgiou |     |
| 90  | Zhang Jiankang    | 2 - 5     | Craig Steadman   | 96  |
| 119 | Zhang Anda        | 5 - 0     | Si Jiahui        |     |
| 107 | Wu Yize           | 1 - 5     | Luca Brecel      | 44  |
| 72  | Simon Lichtenberg | 1 - 5     | Ricky Walden     | 29  |
|     | Michael White     | 1 - 5     | Neil Robertson   | 4   |
| 40  | Hossein Vafaei    | 3 - 5     | Andrew Higginson | 62  |
| 30  | Liang Wenbó       | 5 - 2     | Ben Hancorn      | 84  |
| 14  | Jack Lisowski     | 3 - 5     | Liam Highfield   | 45  |
| 88  | Fan Zhengyi       | 5 - 4     | Lu Ning          | 34  |
| 54  | Lyu Haotian       | 5 - 1     | Ali Carter       | 22  |
| 56  | Sunny Akani       | 3 - 5     | Mark Allen       | 11  |
|     | David Lilley      | 3 - 5     | Kurt Maflin      | 27  |
| 86  | Cao Yupeng        | 4 - 5     | Shaun Murphy     | 6   |
| 39  | Noppon Saengkham  | 5 - 4     | Jak Jones        | 65  |
| 26  | Ryan Day          | 5 - 3     | Jamie Clarke     | 67  |
| 49  | Mark Davis        | 1 - 5     | Sam Craigie      | 55  |
| 36  | Matthew Stevens   | 3 - 5     | Ken Doherty      | 73  |
| 74  | Zhao Jianbo       | 2 - 5     | David Gilbert    | 18  |
| 113 | Lei Peifan        | 2 - 5     | Yan Bingtao      | 15  |
| 103 | Barry Pinches     | 5 - 1     | John Astley      |     |
| 71  | Ashley Carty      | 1 - 5     | Mark Selby       | 2   |

## Century breaks
Durante il corso delle qualificazioni per il torneo sono stati realizzati 74 century breaks.
| N° | Giocatore             | Century breaks | Miglior break |
| -- | --------------------- | -------------- | ------------- |
| 1  | Zhao Xintong          | 4              | 141           |
| 2  | Neil Robertson        | 3              | 135           |
| =  | Mark Allen            | 3              | 133           |
| =  | Noppon Saengkham      | 3              | 132           |
| =  | Kyren Wilson          | 3              | 123           |
| =  | Shaun Murphy          | 3              | 118           |
| =  | Ricky Walden          | 3              | 107           |
| 3  | Mark Selby            | 2              | 134           |
| =  | Gary Wilson           | 2              | 133           |
| =  | Mark Williams         | 2              | 128           |
| =  | Cao Yupeng            | 2              | 128           |
| =  | Wu Yize               | 2              | 122           |
| =  | Barry Hawkins         | 2              | 119           |
| =  | Ashley Hugill         | 2              | 113           |
| =  | Jamie Jones           | 2              | 113           |
| =  | Alexander Ursenbacher | 2              | 112           |
| =  | Jack Lisowski         | 2              | 110           |
| =  | Jak Jones             | 2              | 108           |
| =  | Yuan Sijun            | 2              | 103           |
| =  | Judd Trump            | 2              | 100           |
| 4  | Thepchaiya Un-Nooh    | 1              | 147           |
| =  | Peter Devlin          | 1              | 143           |
| =  | Alfie Burden          | 1              | 141           |
| =  | Hossein Vafaei        | 1              | 141           |
| =  | Joe O'Connor          | 1              | 140           |
| =  | Zhang Anda            | 1              | 140           |
| =  | Michael Georgiou      | 1              | 138           |
| =  | John Higgins          | 1              | 138           |
| =  | Lu Ning               | 1              | 136           |
| =  | Fan Zhengyi           | 1              | 133           |
| =  | Anthony Hamilton      | 1              | 130           |
| =  | Li Hang               | 1              | 125           |
| =  | Matthew Selt          | 1              | 125           |
| =  | Mark Davis            | 1              | 119           |
| =  | Yan Bingtao           | 1              | 118           |
| =  | Hammad Miah           | 1              | 113           |
| =  | Barry Pinches         | 1              | 113           |
| =  | Chang Bingyu          | 1              | 111           |
| =  | Jamie Clarke          | 1              | 110           |
| =  | Graeme Dott           | 1              | 109           |
| =  | Michael White         | 1              | 109           |
| =  | Anthony McGill        | 1              | 108           |
| =  | Pang Junxu            | 1              | 104           |
| =  | Zhou Yuelong          | 1              | 102           |
| =  | Lyu Haotian           | 1              | 101           |
| =  | Sunny Akani           | 1              | 101           |

## Maximum breaks
Durante il corso delle qualificazioni per il torneo è stato realizzato un maximum break.
| N° | Giocatore          | Avversario  | Turno                    | Data            | Note  |
| -- | ------------------ | ----------- | ------------------------ | --------------- | ----- |
| 1  | Thepchaiya Un-Nooh | Fan Zhengyi | Qualificazioni (Turno 1) | 22 ottobre 2021 | [ 5 ] |

## Tabellone (fase finale)
|  | Sedicesimi di finale Al meglio dei 9 frames | Sedicesimi di finale Al meglio dei 9 frames | Sedicesimi di finale Al meglio dei 9 frames |  |  | Ottavi di finale Al meglio dei 9 frames | Ottavi di finale Al meglio dei 9 frames | Ottavi di finale Al meglio dei 9 frames |                   |   | Quarti di finale Al meglio dei 9 frames | Quarti di finale Al meglio dei 9 frames | Quarti di finale Al meglio dei 9 frames |                   |   | Semifinali Al meglio degli 11 frames | Semifinali Al meglio degli 11 frames | Semifinali Al meglio degli 11 frames |                  |   | Finale Al meglio dei 17 frames | Finale Al meglio dei 17 frames | Finale Al meglio dei 17 frames |  |
|  |                                             |                                             |                                             |  |  |                                         |                                         |                                         |                   |   |                                         |                                         |                                         |                   |   |                                      |                                      |                                      |                  |   |                                |                                |                                |  |
|  | Judd Trump (1)                              | Judd Trump (1)                              | w/o                                         |  |  |                                         |                                         |                                         |                   |   |                                         |                                         |                                         |                   |   |                                      |                                      |                                      |                  |   |                                |                                |                                |  |
|  | Gao Yang (80)                               | Gao Yang (80)                               | w/d                                         |  |  | Judd Trump (1)                          | Judd Trump (1)                          | 5                                       |                   |   |                                         |                                         |                                         |                   |   |                                      |                                      |                                      |                  |   |                                |                                |                                |  |
|  | Anthony McGill (16)                         | Anthony McGill (16)                         | 2                                           |  |  | Zhou Yuelong (17)                       | Zhou Yuelong (17)                       | 0                                       |                   |   |                                         |                                         |                                         |                   |   |                                      |                                      |                                      |                  |   |                                |                                |                                |  |
|  | Zhou Yuelong (17)                           | Zhou Yuelong (17)                           | 5                                           |  |  |                                         |                                         |                                         |                   |   | Judd Trump (1)                          | Judd Trump (1)                          | 1                                       |                   |   |                                      |                                      |                                      |                  |   |                                |                                |                                |  |
|  | Tom Ford (24)                               | Tom Ford (24)                               | 5                                           |  |  |                                         |                                         | Zhao Xintong (25)                       | Zhao Xintong (25) | 5 |                                         |                                         |                                         |                   |   |                                      |                                      |                                      |                  |   |                                |                                |                                |  |
|  | Stephen Maguire (9)                         | Stephen Maguire (9)                         | 2                                           |  |  | Tom Ford (24)                           | Tom Ford (24)                           | 1                                       |                   |   |                                         |                                         |                                         |                   |   |                                      |                                      |                                      |                  |   |                                |                                |                                |  |
|  | Zhao Xintong (25)                           | Zhao Xintong (25)                           | 5                                           |  |  | Zhao Xintong (25)                       | Zhao Xintong (25)                       | 5                                       |                   |   |                                         |                                         |                                         |                   |   |                                      |                                      |                                      |                  |   |                                |                                |                                |  |
|  | Mark Williams (8)                           | Mark Williams (8)                           | 3                                           |  |  |                                         |                                         |                                         |                   |   | Zhao Xintong (25)                       | Zhao Xintong (25)                       | 6                                       |                   |   |                                      |                                      |                                      |                  |   |                                |                                |                                |  |
|  | Kyren Wilson (5)                            | Kyren Wilson (5)                            | 5                                           |  |  |                                         |                                         |                                         |                   |   |                                         |                                         | Ricky Walden (29)                       | Ricky Walden (29) | 3 |                                      |                                      |                                      |                  |   |                                |                                |                                |  |
|  | Jimmy Robertson (48)                        | Jimmy Robertson (48)                        | 1                                           |  |  | Kyren Wilson (5)                        | Kyren Wilson (5)                        | 5                                       |                   |   |                                         |                                         |                                         |                   |   |                                      |                                      |                                      |                  |   |                                |                                |                                |  |
|  | Michael Georgiou                            | Michael Georgiou                            | 2                                           |  |  | Craig Steadman (96)                     | Craig Steadman (96)                     | 4                                       |                   |   |                                         |                                         |                                         |                   |   |                                      |                                      |                                      |                  |   |                                |                                |                                |  |
|  | Craig Steadman (96)                         | Craig Steadman (96)                         | 5                                           |  |  |                                         |                                         |                                         |                   |   | Kyren Wilson (5)                        | Kyren Wilson (5)                        | 1                                       |                   |   |                                      |                                      |                                      |                  |   |                                |                                |                                |  |
|  | Zhang Anda (119)                            | Zhang Anda (119)                            | 3                                           |  |  |                                         |                                         | Ricky Walden (29)                       | Ricky Walden (29) | 5 |                                         |                                         |                                         |                   |   |                                      |                                      |                                      |                  |   |                                |                                |                                |  |
|  | Luca Brecel (44)                            | Luca Brecel (44)                            | 5                                           |  |  | Luca Brecel (44)                        | Luca Brecel (44)                        | 2                                       |                   |   |                                         |                                         |                                         |                   |   |                                      |                                      |                                      |                  |   |                                |                                |                                |  |
|  | Ricky Walden (29)                           | Ricky Walden (29)                           | 5                                           |  |  | Ricky Walden (29)                       | Ricky Walden (29)                       | 5                                       |                   |   |                                         |                                         |                                         |                   |   |                                      |                                      |                                      |                  |   |                                |                                |                                |  |
|  | Neil Robertson (4)                          | Neil Robertson (4)                          | 3                                           |  |  |                                         |                                         |                                         |                   |   | Zhao Xintong (25)                       | Zhao Xintong (25)                       | 9                                       |                   |   |                                      |                                      |                                      |                  |   |                                |                                |                                |  |
|  | Andrew Higginson (62)                       | Andrew Higginson (62)                       | w/o                                         |  |  |                                         |                                         |                                         |                   |   |                                         |                                         |                                         |                   |   |                                      |                                      | Yan Bingtao (15)                     | Yan Bingtao (15) | 0 |                                |                                |                                |  |
|  | Liang Wenbó (30)                            | Liang Wenbó (30)                            | w/d                                         |  |  | Andrew Higginson (62)                   | Andrew Higginson (62)                   | 3                                       |                   |   |                                         |                                         |                                         |                   |   |                                      |                                      |                                      |                  |   |                                |                                |                                |  |
|  | Liam Highfield (45)                         | Liam Highfield (45)                         | 2                                           |  |  | Fan Zhengyi (88)                        | Fan Zhengyi (88)                        | 5                                       |                   |   |                                         |                                         |                                         |                   |   |                                      |                                      |                                      |                  |   |                                |                                |                                |  |
|  | Fan Zhengyi (88)                            | Fan Zhengyi (88)                            | 5                                           |  |  |                                         |                                         |                                         |                   |   | Fan Zhengyi (88)                        | Fan Zhengyi (88)                        | 0                                       |                   |   |                                      |                                      |                                      |                  |   |                                |                                |                                |  |
|  | Lyu Haotian (54)                            | Lyu Haotian (54)                            | 1                                           |  |  |                                         |                                         | Mark Allen (11)                         | Mark Allen (11)   | 5 |                                         |                                         |                                         |                   |   |                                      |                                      |                                      |                  |   |                                |                                |                                |  |
|  | Mark Allen (11)                             | Mark Allen (11)                             | 5                                           |  |  | Mark Allen (11)                         | Mark Allen (11)                         | 5                                       |                   |   |                                         |                                         |                                         |                   |   |                                      |                                      |                                      |                  |   |                                |                                |                                |  |
|  | Kurt Maflin (27)                            | Kurt Maflin (27)                            | 4                                           |  |  | Shaun Murphy (6)                        | Shaun Murphy (6)                        | 3                                       |                   |   |                                         |                                         |                                         |                   |   |                                      |                                      |                                      |                  |   |                                |                                |                                |  |
|  | Shaun Murphy (6)                            | Shaun Murphy (6)                            | 5                                           |  |  |                                         |                                         |                                         |                   |   | Mark Allen (11)                         | Mark Allen (11)                         | 4                                       |                   |   |                                      |                                      |                                      |                  |   |                                |                                |                                |  |
|  | Noppon Saengkham (39)                       | Noppon Saengkham (39)                       | 2                                           |  |  |                                         |                                         |                                         |                   |   |                                         |                                         | Yan Bingtao (15)                        | Yan Bingtao (15)  | 6 |                                      |                                      |                                      |                  |   |                                |                                |                                |  |
|  | Ryan Day (26)                               | Ryan Day (26)                               | 5                                           |  |  | Ryan Day (26)                           | Ryan Day (26)                           | 5                                       |                   |   |                                         |                                         |                                         |                   |   |                                      |                                      |                                      |                  |   |                                |                                |                                |  |
|  | Sam Craigie (55)                            | Sam Craigie (55)                            | 5                                           |  |  | Sam Craigie (55)                        | Sam Craigie (55)                        | 1                                       |                   |   |                                         |                                         |                                         |                   |   |                                      |                                      |                                      |                  |   |                                |                                |                                |  |
|  | Ken Doherty (73)                            | Ken Doherty (73)                            | 3                                           |  |  |                                         |                                         |                                         |                   |   | Ryan Day (26)                           | Ryan Day (26)                           | 4                                       |                   |   |                                      |                                      |                                      |                  |   |                                |                                |                                |  |
|  | David Gilbert (18)                          | David Gilbert (18)                          | 3                                           |  |  |                                         |                                         | Yan Bingtao (15)                        | Yan Bingtao (15)  | 5 |                                         |                                         |                                         |                   |   |                                      |                                      |                                      |                  |   |                                |                                |                                |  |
|  | Yan Bingtao (15)                            | Yan Bingtao (15)                            | 5                                           |  |  | Yan Bingtao (15)                        | Yan Bingtao (15)                        | 5                                       |                   |   |                                         |                                         |                                         |                   |   |                                      |                                      |                                      |                  |   |                                |                                |                                |  |
|  | Barry Pinches (103)                         | Barry Pinches (103)                         | 0                                           |  |  | Mark Selby (2)                          | Mark Selby (2)                          | 4                                       |                   |   |                                         |                                         |                                         |                   |   |                                      |                                      |                                      |                  |   |                                |                                |                                |  |
|  | Mark Selby (2)                              | Mark Selby (2)                              | 5                                           |  |  |                                         |                                         |                                         |                   |   |                                         |                                         |                                         |                   |   |                                      |                                      |                                      |                  |   |                                |                                |                                |  |

| Finale (Al meglio dei 17 frames) Tempodrom, Berlino, 30 gennaio 2022. Arbitro: Marcel Eckardt | |                                                                                               |
| Zhao Xintong (25)                                                                             | 9–0                                                                                                | Yan Bingtao (15)                                                                              |
| Prima sessione: 91–36, 71–38, 130–1, 90–4, 89–33, 98–34, 70–60, 75–26 Seconda sessione: 63–31 | Miglior break (Zhao): 118 Century breaks (Zhao): 1 Miglior break (Yan): 60 Century breaks (Yan): 0 | Prima sessione: 91–36, 71–38, 130–1, 90–4, 89–33, 98–34, 70–60, 75–26 Seconda sessione: 63–31 |
| Zhao Xintong vince il BildBet German Masters 2022                                             | |                                                                                               |

## Century breaks
Durante il corso del torneo sono stati realizzati 29 century breaks.
| N° | Giocatore        | Century breaks | Miglior break |
| -- | ---------------- | -------------- | ------------- |
| 1  | Mark Allen       | 5              | 118           |
| 2  | Sam Craigie      | 2              | 136           |
| =  | Fan Zhengyi      | 2              | 134           |
| =  | Luca Brecel      | 2              | 129           |
| =  | Ricky Walden     | 2              | 124           |
| =  | Zhao Xintong     | 2              | 118           |
| =  | Kyren Wilson     | 2              | 117           |
| =  | Tom Ford         | 2              | 104           |
| 3  | Stephen Maguire  | 1              | 135           |
| =  | Craig Steadman   | 1              | 130           |
| =  | Judd Trump       | 1              | 130           |
| =  | Shaun Murphy     | 1              | 124           |
| =  | Kurt Maflin      | 1              | 122           |
| =  | Mark Selby       | 1              | 119           |
| =  | Yan Bingtao      | 1              | 116           |
| =  | Michael Georgiou | 1              | 112           |
| =  | Liam Highfield   | 1              | 104           |
| =  | Ryan Day         | 1              | 102           |
| =  | Noppon Saengkham | 1              | 101           |